# Решетари
Решетари су насељено место и седиште општине у Бродско-посавској жупанији, Република Хрватска.

## Историја
До територијалне реорганизације у Хрватској налазили су се у саставу бивше велике општине Нова Градишка.

## Становништво
На попису становништва 2011. године, општина Решетари је имала 4.753 становника, од чега у самим Решетарима 2.450.

## Попис1991.
На попису становништва 1991. године, насељено место Решетари је имало 2.845 становника, следећег националног састава:
| Попис 1991.‍   | Попис 1991.‍  | Попис 1991.‍ | Попис 1991.‍ | Попис 1991.‍ |
| ------------- | ------------ | ----------- | ----------- | ----------- |
|               |              |             |             |             |
| Хрвати        | Хрвати       |             | 2.643       | 92,89%      |
| Југословени   | Југословени  |             | 31          | 1,08%       |
| Срби          | Срби         |             | 19          | 0,66%       |
| Италијани     | Италијани    |             | 12          | 0,42%       |
| Муслимани     | Муслимани    |             | 4           | 0,14%       |
| Албанци       | Албанци      |             | 2           | 0,07%       |
| Словенци      | Словенци     |             | 2           | 0,07%       |
| Бугари        | Бугари       |             | 1           | 0,03%       |
| Грци          | Грци         |             | 1           | 0,03%       |
| Пољаци        | Пољаци       |             | 1           | 0,03%       |
| остали        | остали       |             | 4           | 0,14%       |
| неопредељени  | неопредељени |             | 14          | 0,49%       |
| регион. опр.  | регион. опр. |             | 3           | 0,10%       |
| непознато     | непознато    |             | 108         | 3,79%       |
| укупно: 2.845 |              |             |             |             |